# Barcolana 40
Il 12 ottobre 2008 si è svolta la 40.ma edizione della Barcolana, preceduta da diversi eventi nautici e non:
- la barcolina (4-5 ottobre), regata internazionale Optimist Windsurf T293 e Laser, piccole barche dedicate ai giovani dai nove anni.
- Fvg RC44 Cup (6-11 ottobre).
- Barcolana Classic (6-11 ottobre) regata delle imbarcazioni d'epoca.
- Barcolana di notte (11 ottobre) regata per la classe Ufo svolta di notte.
- Barcolana festival (9-11 ottobre) concerti a ingresso gratuito in piazza dell'Unità d'Italia.

## La regata
Gli iscritti alla regata sono stati 1912.
La partenza è avvenuta come di consueto alle ore 10, annunciata da un colpo di cannone. Tutta la regata è stata caratterizzata da venti leggerissimi, che hanno indotto la giuria ad accorciare il percorso. Nonostante questo, solo 191 imbarcazioni hanno tagliato il traguardo entro il tempo massimo, fissato alle 17:30. Si è confermato vincitore Alfa Romeo, che ha compiuto il percorso in circa tre ore, seguito da Maxi Jena. Quest'ultima aveva passato per prima con un notevole vantaggio la prima boa (oltre 10 minuti su Alfa Romeo, quarta). La terza piazza è stata conquistata da Shosholoza.

## Organizzatori
- Società organizzatrice: Società Velica di Barcola e Grignano.
- Enti sostenitori della manifestazione: Generali, Regione Autonoma Friuli-Venezia Giulia, Provincia di Trieste, Comune di Trieste, Autorità Portuale di Trieste, Capitaneria di Porto di Trieste, Camera di Commercio di Trieste, Trieste Terminal Passeggeri SpA.
- Sponsor: Murphy&Nye, Fincantieri, UniCredit, Festina, Alfa Romeo, Sky, H3G

## Collegamenti esterni

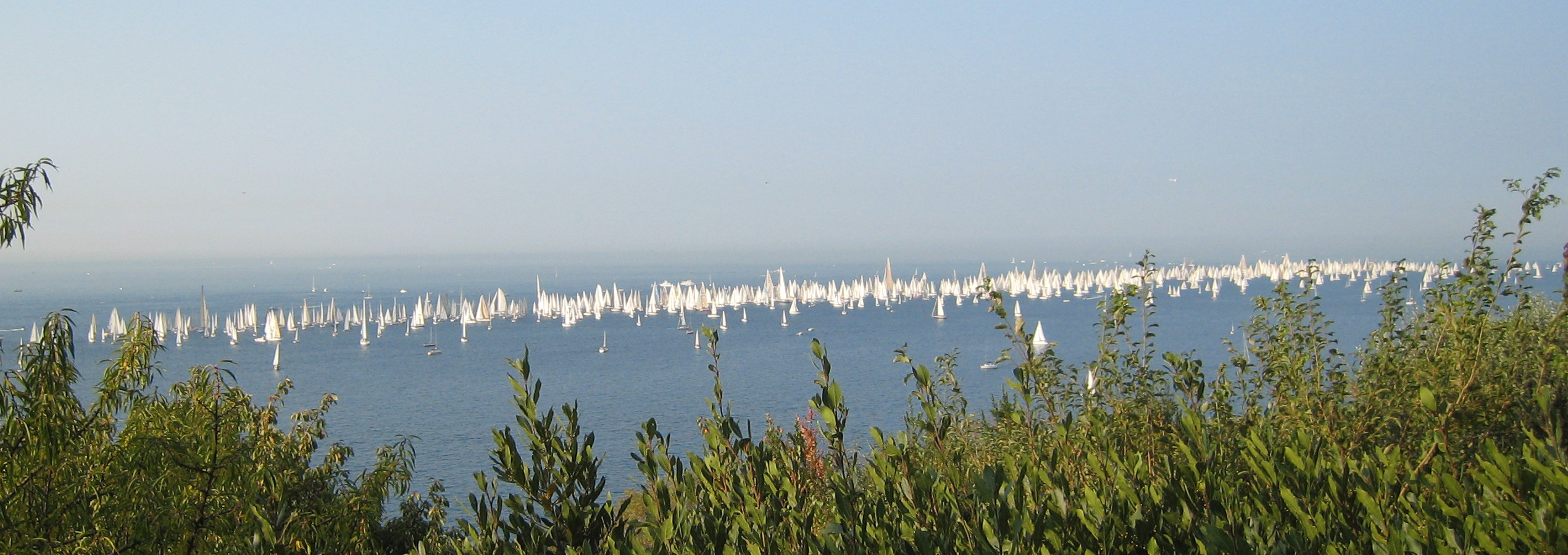
Una parte della linea di partenza della Barcolana 2008